# Ostropole (Żarki)
Ostropole – dawna miejscowość, obecnie w granicach wsi Żarki w Polsce, w województwie małopolskim, w powiecie chrzanowskim, w gminie Libiąż.

## Historia
Ostropole to dawna miejscowość pofolwarczna u ujścia potoku Chechło do Wisły, na półwyspie utworznym przez silnie ku południu zaginającej się Wisły, naprzeciw Mętkowa. Pod zaborem austriackim Ostropole stanowiło początkowo odrębny obszar dworski w powiecie chrzanowskim, później włączona do gminy jednostkowej Gromiec. W 1867 roku rodzina Żydów chełmeckich Mehlów, kupiła od Rudzkich 30 morgów z obszaru dworskiego Ostropole, położonego w gminie jednostkowej Gromiec. Grunty te posiadała do roku 1885, kiedy to je sprzedała wraz z karczmą rodzinie Stachurów.
W końcu XIX wieku znajdował się tu jeden dom i zabudowania gospodarcze, zamieszkane przez 9 mieszkańców. Posesja większa obejmowała 90 morgów roli, 6 morgów łąk, 1 morga pastwisk i 3 morgi lasów. Ostropole od północy i południa otaczały duże lasy, a od zachodu i wschodu nadwiślańskie łąki. W 1910 roku gmina jednostkowa Gromiec wynosiła 542,7 ha i  213 domów, do której oprócz Gromca zaliczano także Kącik, Szyjki, Łęg i Ostropole.
Na mapach nadal figuruje nazwa Na Ostropolu w odniesieniu do luźnych zabudowań wzdłuż ulicy Dygasińskiego między Ziajkami na południu Żarek i Brzeźniakiem na wschodzie Gromca.